# Echinidae
Famille
Les Echinidae sont une famille d'oursins réguliers de l'ordre des Echinoida.

## Caractéristiques

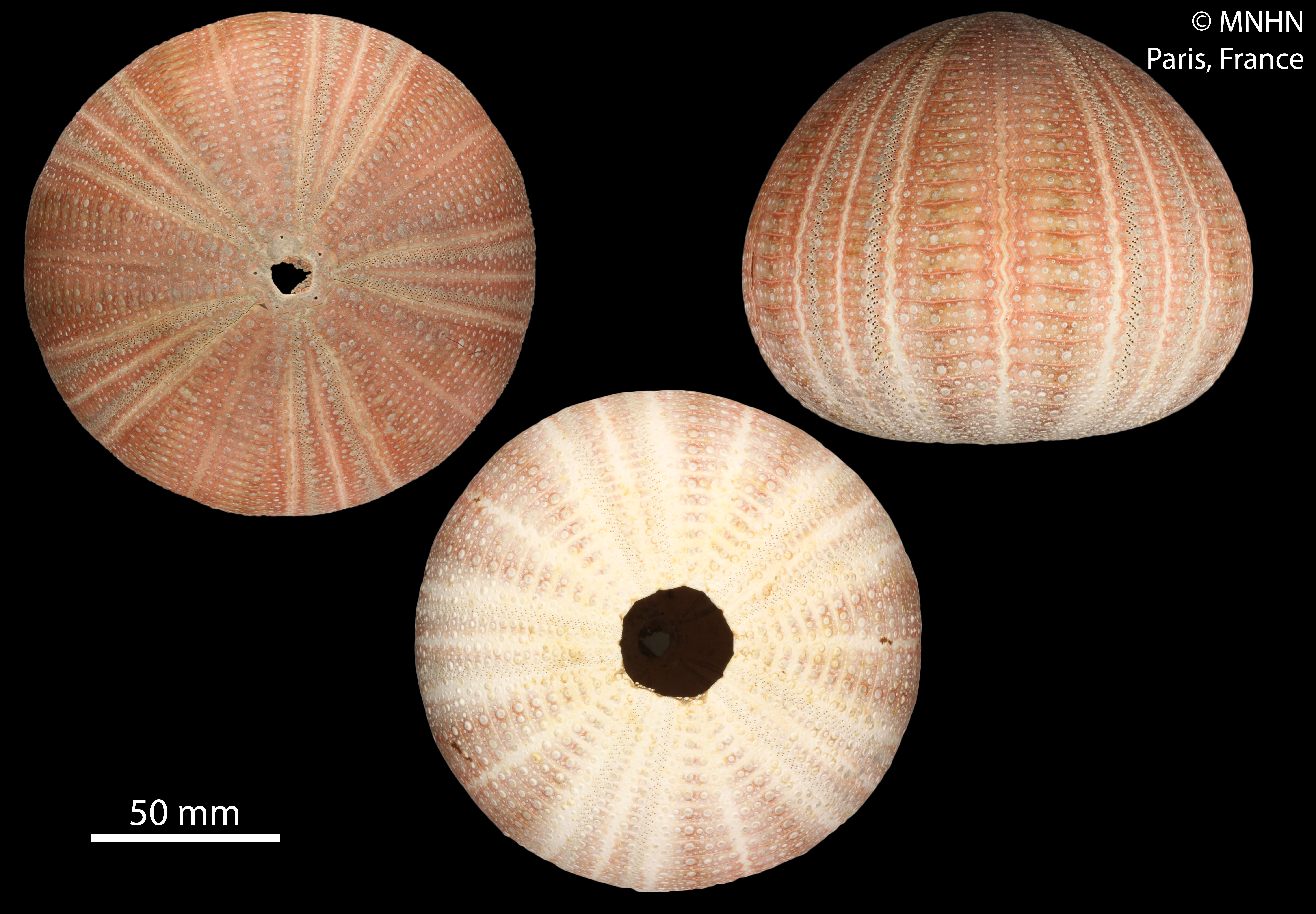
Test dEchinus melo (MNHN)

Le test (coquille) est globulaire, avec la bouche (« péristome ») située au centre de la face inférieure (« face orale »), et l'anus (« périprocte ») à l'opposé (« face aborale »), au sommet de l'« apex ». Les piquants (« radioles ») sont fins, disposés sur des mamelons non perforés. La mâchoire (« Lanterne d'Aristote ») est pourvue de cinq dents carénées à épiphyses soudées (type « camarodonte »). Les ambulacres sont trigéminés (sauf chez un genre quadrigéminé), et les tubercules primaires sont relativement petits, avec des interambulacres généralement très granulés. Les encoches buccales sont très réduites. Les pédicellaires sont globuleux.
Cette famille est apparue au Miocène, et est principalement répandue dans l'Atlantique et en Antarctique.

## Liste des genres
| Selon World Register of Marine Species (29 juillet 2015) : ___ - genre Dermechinus Mortensen, 1942 -- 1 espèce - genre Echinus Linnaeus, 1758 -- 9 espèces - genre Gracilechinus Fell & Pawson, 1966 -- 8 espèces - genre Polyechinus Mortensen, 1942 -- 1 espèce - genre Sterechinus Koehler, 1901 -- 6 espèces - genre Atactus Pomel, 1883 † (nomen dubium) - genre Stirechinus Desor, 1856 † | Selon ITIS (01/10/2013) : - Echinus Linnaeus, 1758 - Paracentrotus Mortensen, 1903 - Psammechinus Agassiz et Desor, 1846 |

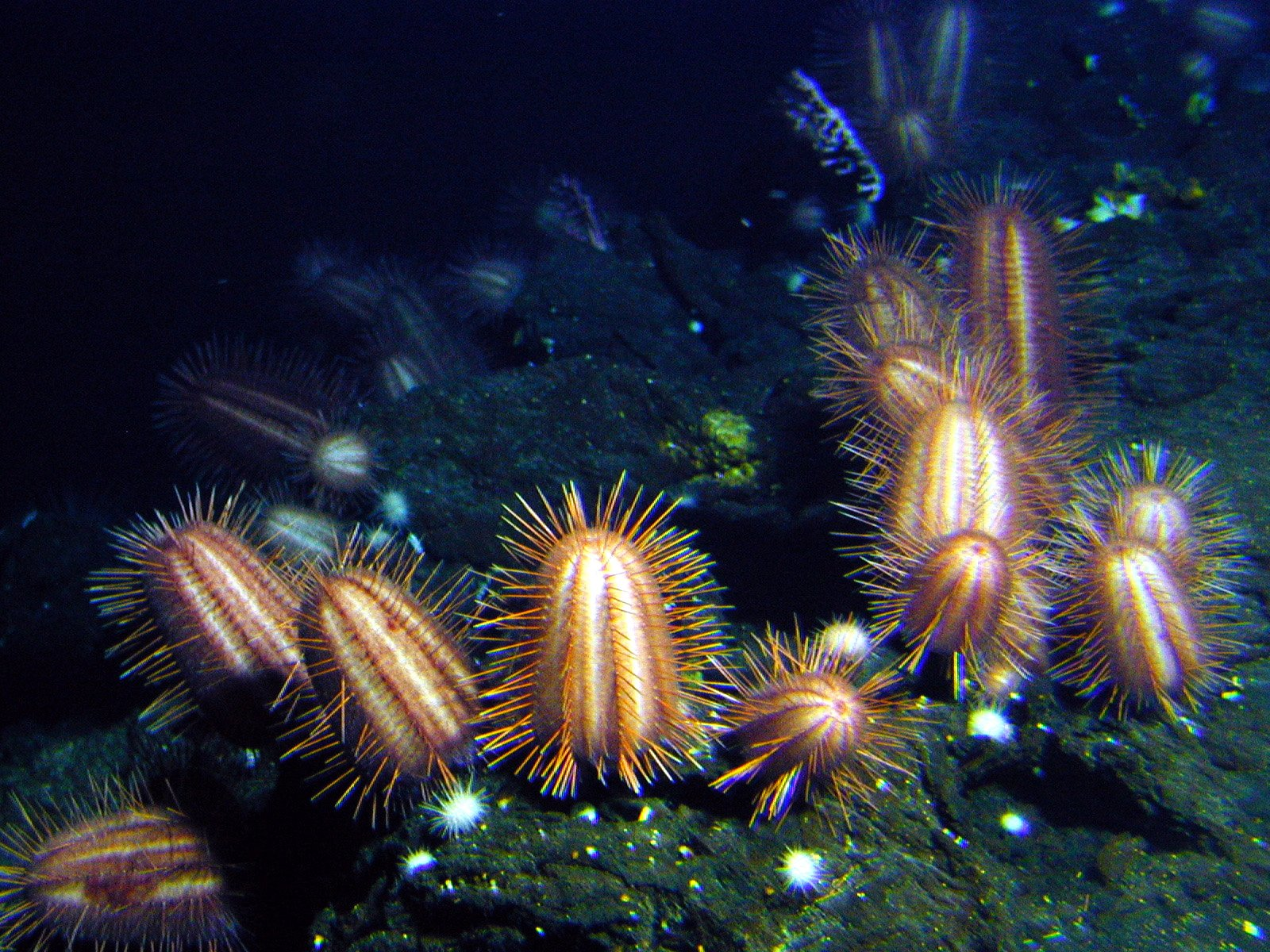
Dermechinus horridus
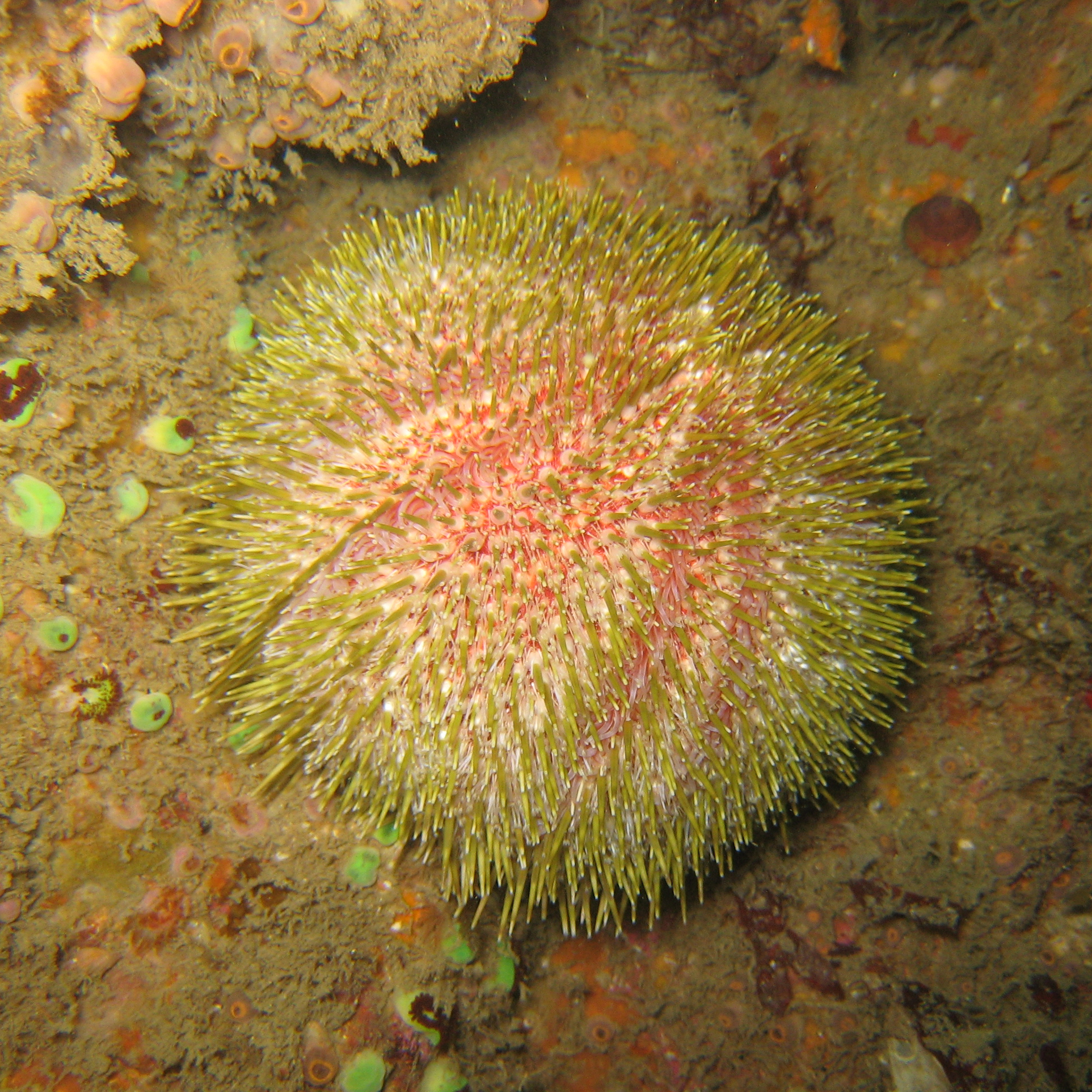
Echinus esculentus (oursin comestible).
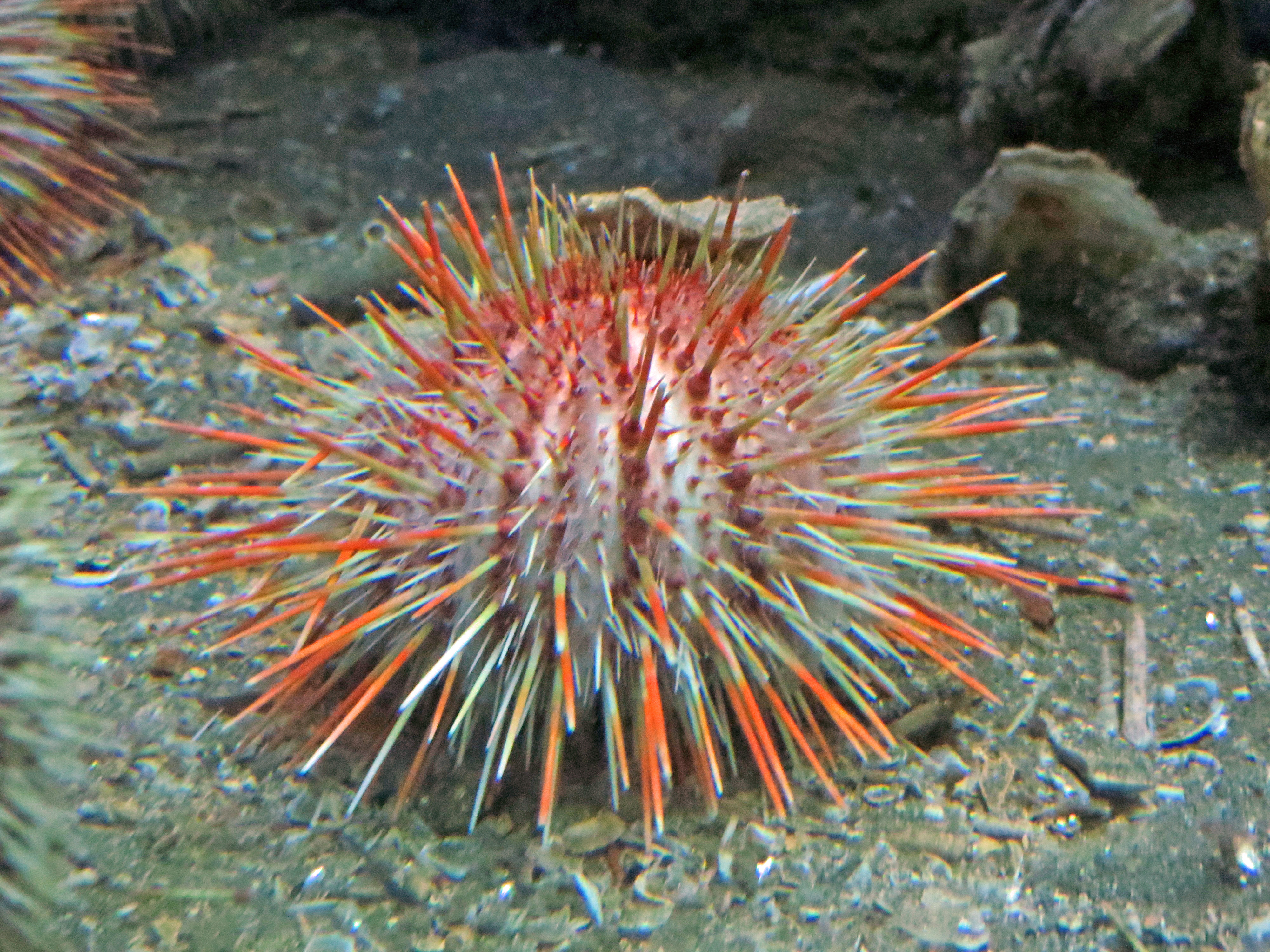
Gracilechinus acutus (oursin pointu).
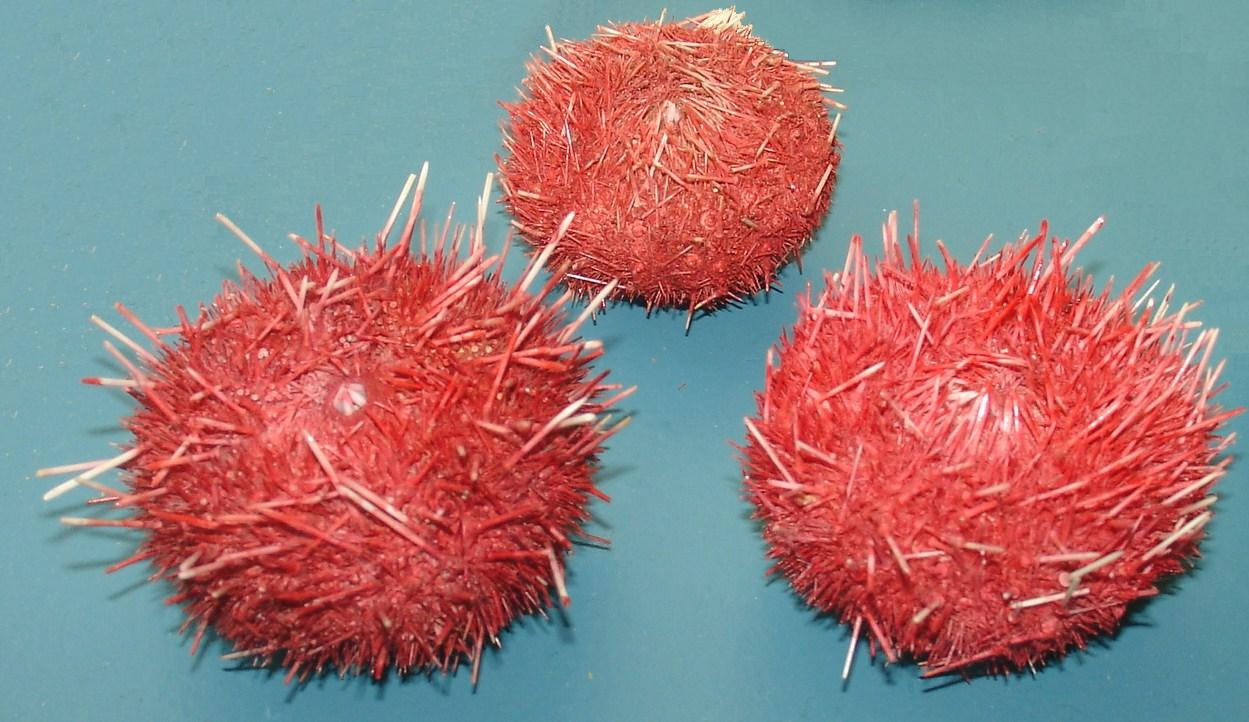
Sterechinus neumayeri

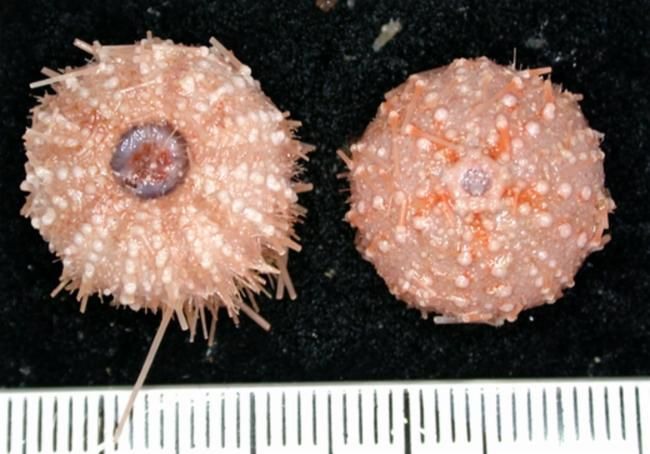
Test de Dermechinus horridus
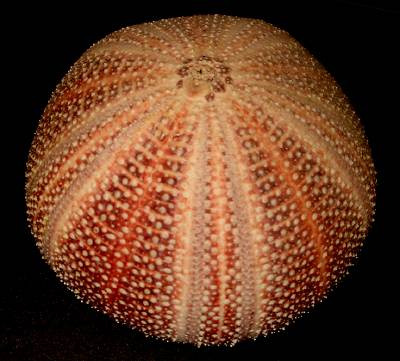
Echinus esculentus
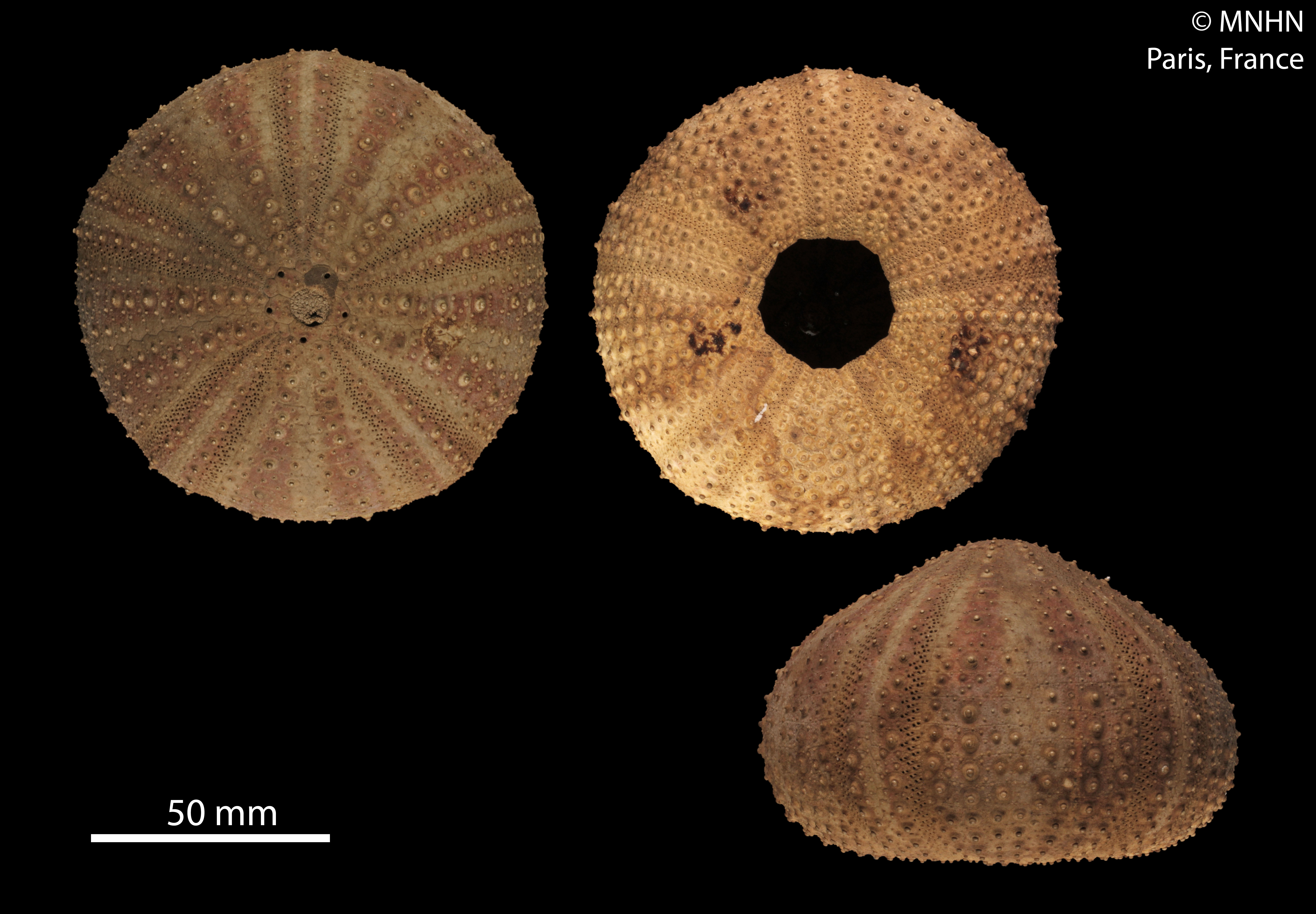
Gracilechinus acutus
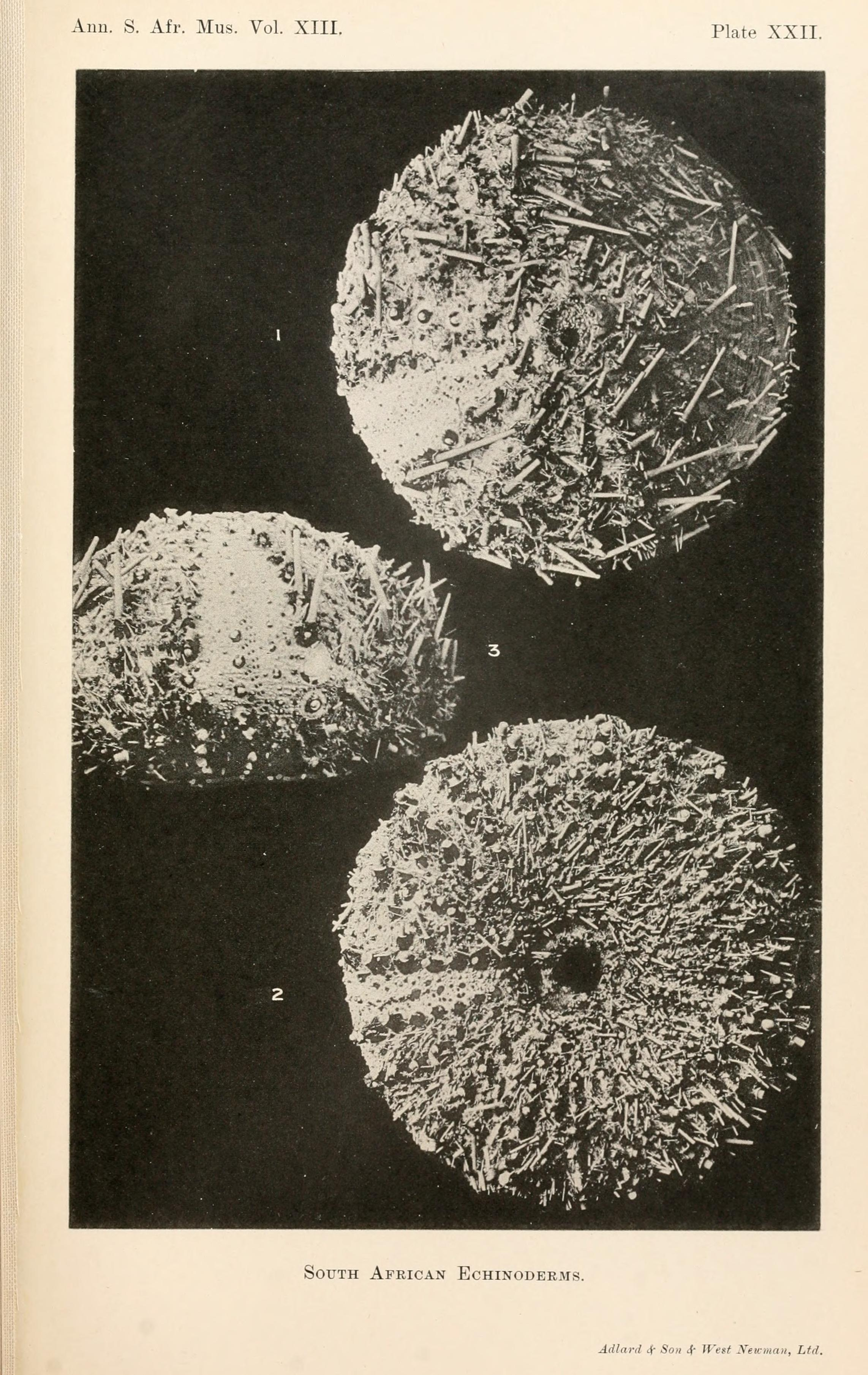
Polyechinus agulhensis
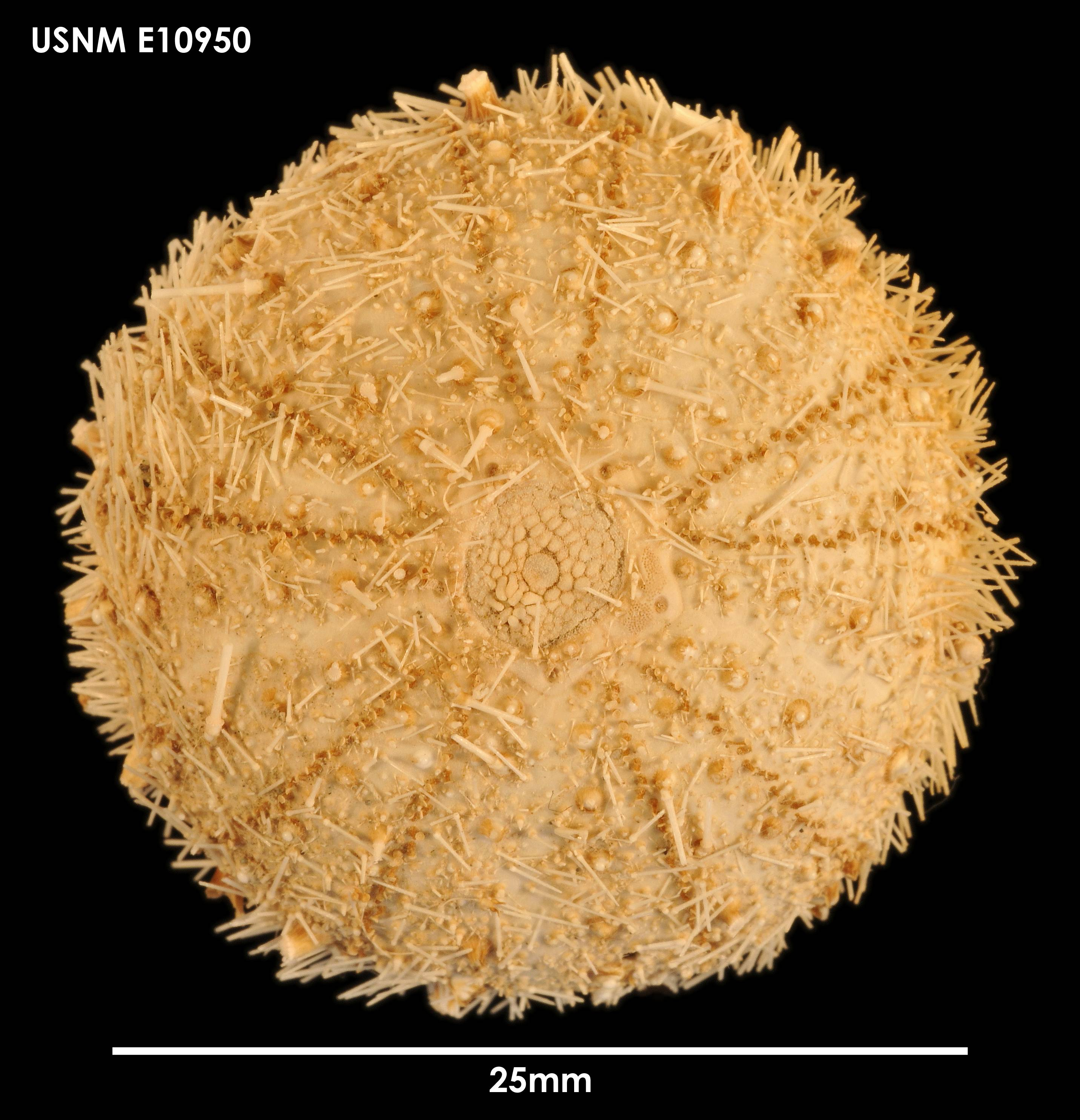
Sterechinus antarcticus